# Адміністративний поділ Лесото

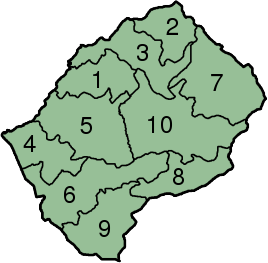
Адміністративний поділ Лесото

Лесото поділено на 10 районів, що управляються секретарями, столиця називається місто-табір (Motsemoholo). Райони поділені на 80 округів, що складаються з 129 місцевих громад. Назви більшості районів походять від назв їх центрів.

## Список районів Лесото
| №  | Район       | Столиця     | Площа (км²) | Населення (2001 рік) |
| -- | ----------- | ----------- | ----------- | -------------------- |
| 1  | Береа       | Теятеяненг  | 2222        | 300557               |
| 2  | Бута-Буте   | Бута-Буте   | 1767        | 126948               |
| 3  | Лерібе      | Хлоце       | 2828        | 362339               |
| 4  | Мафетенг    | Мафетенг    | 2119        | 238946               |
| 5  | Масеру      | Масеру      | 4279        | 477599               |
| 6  | Мохалес-Хук | Мохалес-Хук | 3530        | 206842               |
| 7  | Мокотлонг   | Мокотлонг   | 4075        | 89705                |
| 8  | Цгачас-Нек  | Цгачас-Нек  | 2349        | 80323                |
| 9  | Цгутінг     | Цгутінг     | 2916        | 140641               |
| 10 | Таба-Цека   | Таба-Цека   | 4270        | 133680               |